# مئذنة جركورغان
مئذنة جركوغان أو منارة جركوغان هي مئذنة ونصب تذكاري بناها محمد بن علي السرخسي سنة 1108-1109م في جركورغان، يبلغ ارتفاعها الحالي 21.6 متر وقطرها 5.4 متر وارتفاعها الأصلي 40 مترًا. وتقع في قرية صغيرة بالقرب من ترمذ وهي واحدة من أكثر أشكال العمارة إثارة للاهتمام، تتميز بجدران مموجة مبنية من الطوب، منقوش عليها كتابات بحروف عربية.